# Quận Banks, Georgia
Quận Banks là một quận trong tiểu bang Georgia, Hoa Kỳ. Quận lỵ đóng ở thành phố Homer 6. Theo điều tra dân số năm 2010 của Cục điều tra dân số Hoa Kỳ, quận có dân số 18.395 người 2.